# Festival Dansa Diawoura
Le festival Dansa Diawoura a eu lieu à Bafoulabé au Mali et dans les villages environnants du 8 au 10 avril 2005 en présence de Cheick Oumar Sissoko, alors ministre de la culture et de Doumbi Fakoly, écrivain. Le « dansa » et le « diawoura » sont des danses traditionnelles du pays Khasso. Ce festival s’est terminé par la 3e journée du « Mali Sadio » qui commémore l’amitié entre les jeunes filles du village et un hippopotame. Cela fait référence à la légende de Mali Sadio, colportée par les griots depuis la fin du XIXe siècle, et dont il existe de nombreuses versions,,. Cette journée a permis à de nombreux griots de confronter leur version. À la suite de cette journée, Doumbi Fakoly a écrit un livre, Mali-Sadio, l'hippopotame de Bafoulabé (préfacé par Cheick Oumar Sissoko) tentant d'unifier les versions.